# グリクラジド
グリクラジド（Gliclazide）はダイアミクロン（Diamicron）などの商品名で販売されている2型糖尿病の治療に用いられる抗糖尿病薬である。食事療法、運動、体重減量では改善されない場合に用いられる医薬品である。投与法は経口である。 
副作用には、低血糖、嘔吐、腹痛、発疹、肝疾患などがあげられる 。重度の腎不全や肝疾患の患者、または妊娠中の人への投与は勧められない。
グリクラジドはスルホニルウレアに属する薬の一種である。作用機序は主にインスリンの放出を増やすことにより効果がある。
グリクラジドは1966年に特許認定され、1972年に医療用として承認された。世界保健機関の必須医薬品モデル・リストに掲載されており、 医療制度に必要とされる最も効果的で安全な医薬品である。開発途上国での卸売価格は1か月分あたり約2.46から3.92米ドルである イギリスの国民保健サービスにかかる1か月分の費用は約2.12ポンドである。米国では販売されていない。 